# ラリーX
『ラリーX 』（ラリーエックス、RALLY-X）は、ナムコが開発し1980年11月より稼働開始したアーケード用ドットイート型アクションゲーム。開発コードは「V-4」。発売時のキャッチコピーは「レーダーを使ってチェックポイントを捜せ!!」。同年10月に開催されたAMショーにて海外3社に許諾され、北米ではミッドウェイからリリースされた。
後に複数のパソコン・家庭用ゲーム機に移植されている（#移植版）。また本作の稼働開始からおよそ3か月後に難易度を調整したマイナーチェンジ版である『ニューラリーX』が発売された。

## システム
本作の一部キャラクターには複数の呼称が存在する。本項では主にナムコ製品（ナムコミュージアムシリーズなど）で多く使用されている名称を優先し、その他は注釈にて補足する。

### 基本ルール
メイン画面中央の青い車「マイカー」を操作し、迷路状のコースに設置された「フラッグ」（三角形の黄旗）を全て回収するのが目的。追ってくる赤い車「レッドカー」や各所に点在する「岩」に衝突するとミスとなり、マイカーが1台失われる（2人プレイの場合はミスごとにプレイ交代となる）。残機（画面右下に表示）が無い状態で衝突するとゲームオーバー。コンティニューやネームエントリーは無い。メイン画面にはコースの一部しか表示されないため、画面右側のレーダーで画面外のフラッグやレッドカーの位置を確認しながらプレイすることとなる。

### 操作について
操作は4方向 レバー＋1ボタン。マイカーは自動で走行し続けるため、レバー操作は方向転換のみ（その場でのUターンも可能）。ボタンを押すと燃料を消費し、車体後方に「煙幕」を出す（ボタン1回につき3発）。煙幕はその場に滞留し、通過しようとするレッドカーを足止めする効果を持つが、効果を発揮した後、もしくはスクロールによってメイン画面の外に出ると消滅する。

### 情報表示について
画面右側には各種情報がまとめられており、上から順に「得点」・「燃料」・「レーダー」・「残機」・「ラウンド数」が表示される。
- 得点は上から「HI-SCORE」（ハイスコア）・「1UP」（プレイヤー1の得点）・「2UP」（プレイヤー2の得点）となっている。初期状態のハイスコアは20,000点。ハイスコアを更新すると、ゲームオーバー時にプレイヤーへの誉め言葉 “YOU DID IT !!” が表示され、ハイスコアミュージックが演奏される。
- 燃料 (FUEL) は黄色いバーグラフメーターで表され、時間経過や煙幕を出すことで次第に減少していく。残り僅かになると警告ブザーが鳴り、バーも赤くなる。ガス欠になると走行速度が低下し（それに伴い走行音も低くなる）、煙幕も出せなくなるため、レッドカーから逃れることはほぼ不可能となる。
- レーダーはコース全域をカバーしており、マイカー（点滅する白い点[注釈 10]）・レッドカー（赤い点）・フラッグ（黄色い点）の位置を確認できる。ただしコースの地形や岩は表示されないため、レーダーのみを注視してプレイすることはできない。
- 残機はマイカーを模した黄色いマークで表示される。標準設定の場合、ゲーム開始時の手持ちのマイカーは3台で、得点が20,000点に達すると1台追加される。
- ラウンド数 (ROUND ＊) は現在のラウンドを数字で表す。

### フラッグの回収について
フラッグは1ラウンドにつき10本、コース各所に設置される。ノーミスで回収していくと100、200…と100点ずつ得点が上昇していく。また10本中1本は、黄旗の左に赤い “S” が付いた「スペシャルフラッグ」となっており、回収以降はフラッグの得点が2倍になる。途中でミスしてしまうと倍率は元に戻り、点数も再び100点からとなる（フラッグの本数はそのまま）。全てのフラッグを回収するとラウンドクリア。残燃料がボーナスとして得点に加算され、次のラウンドに進む。

### ラウンド進行とチャレンジングステージについて
コースは「初級」・「中級」・「上級」・「エキスパート」の全4種類が用意されている。ゲームは初級コースから始まり、4の倍数ラウンド（4、8、12…）で順にコースが変わっていく。ラウンド16で初級に戻り、以降繰り返しとなる。
コースが変わる1つ前のラウンド（3、7、11…）は「チャレンジングステージ」となっている。チャレンジングステージでは、マイカーがガス欠になるまでレッドカーが動かないので、フラッグの回収に専念できる。ただしレッドカー8台と多数の岩（8個以上）が配置され、さらにマイカーの走行速度と燃料の消費速度も上昇するので、衝突に対する注意と効率の良い回収が求められる。途中でミスした場合、チャレンジングステージは中断され、次のラウンドに移行する（残機が無ければゲームオーバー）。

### レッドカーについて
レッドカーの出現数は、ラウンド1では3台。ラウンドが進むごとに1台ずつ追加され（チャレンジングステージを除く）、ラウンド8で上限の8台に達し、以降その状態が継続する。ラウンド開始時、レッドカーはコースの下端付近に配置されるが、台数が6台以上になるとコース上端付近にも配置される。なお、ラウンド開始直後の数秒間はレッドカーに当たり判定が無く、通過することができる。
個々のレッドカーに外見上の差異は無いが、内部処理的には号数が割り振られており、奇数号車はマイカーを直接追いかけ、偶数号車は回り込むようなルートを取る仕様となっている。これにより追跡が数珠繋ぎになることを避けている。
また前述のとおり、レッドカーは煙幕で足止めすることができるが、レッドカーが岩や他のレッドカーに衝突した場合も、ごく短時間ではあるが追跡を中断する。

### その他
タイトルに「ラリー」とあるが、実際の自動車ラリーとはほぼ無関係で、共通点は自動車を用いることや、チェックポイントを通過することなどにとどまる。
迷路の角に擦りつけるようにゴリゴリと動かしていると、時折、外周に入っていってしまうバグがある。そのまま走り続けていると、スコアが下の方から徐々におかしくなっていくこともある（『ニューラリーX』でも同様）。通称：脱線技。

## 販促・宣伝
- 本作の発売記念キャンペーンとして、ナムコ直営ゲームセンターおよび協力店において「チャレンジング・クイズ」が実施された。期間は1980年11月16日 - 1981年1月24日の10週間。クイズの問題は、ラウンド1に登場する1P側と2P側のレッドカーの合計台数を問うもので、店内ポスターを通じて出題された。回答は店頭の用紙またはハガキの郵送によって行われ、正解者の中から抽選で毎週50名に特製「ラリーXトレーナー」が贈られた[18]。

- 1980年12月20日公開の映画『'80アニメーション ザ・ベストテン』（東映）の作中に本作のアニメCMが挿入されている。内容は、パックマンによる紹介アナウンスの合間に、マイカーとレッドカーがカーチェイスを繰り広げるというもの。約15秒という短時間の映像ではあるものの、煙幕でレッドカーをスピンさせ、マイカーがフラッグを蹴倒しチェックポイントを通過していく様子が描かれ、ゲームの特徴を伝えている。この映画は当時の有名テレビ番組『ザ・ベストテン』のパロディが基調となっており、CMだけでなく提供クレジットも挿入されている[注釈 15]。

## 移植版
| No. | タイトル                                                          | 発売日                                     | 対応機種                          | 開発元             | 発売元                          | メディア                              | 型式                                                                                 | 備考                                                 |
| --- | ----------------------------------------------------------------- | ------------------------------------------ | --------------------------------- | ------------------ | ------------------------------- | ------------------------------------- | ------------------------------------------------------------------------------------ | ---------------------------------------------------- |
| 1   | ラリーX                                                           | 1981年                                     | VIC-1001                          | ハル研究所         | コモドール                      | ロムカセット                          | VIC-1903                                                                             | ナムコ無認可だったため、後に販売が差し止められた     |
| 2   | ラリーX                                                           | 1981年 (PC80,MZ80) 1983年 (MZ700)          | PC-8001 MZ-80 MZ-700              | ハル研究所         | ハル研究所                      | カセットテープ                        | -                                                                                    | PCG対応                                              |
| 3   | ナムコミュージアム VOL.1                                          | 1995年11月22日 1996年7月31日 1996年8月17日 | PlayStation                       | ナムコ             | ナムコ SCE                      | CD-ROM                                | SLPS-00107 SLUS-00215 SCES-00243                                                     | 『ニューラリーX』同時収録                            |
| 4   | ナムコヒストリー Vol.2                                            | 1997年11月28日                             | Windows                           | ナムコ             | ナムコ                          | CD-ROM                                | NMC-2010                                                                             | 『ニューラリーX』同時収録                            |
| 5   | Microsoft Revenge of Arcade                                       | 1998年7月31日                              | Windows                           | ナムコ             | マイクロソフト                  | CD-ROM                                | -                                                                                    |                                                      |
| 6   | ナムコミュージアム VOL.1 PlayStation the Best                     | 1999年10月28日                             | PlayStation                       | ナムコ             | ナムコ                          | CD-ROM                                | SLPS-91158                                                                           | 『ナムコミュージアム VOL.1』の廉価版                 |
| 7   | ナムコミュージアム Namco Museum Battle Collection                 | 2005年2月24日 2005年8月23日 2005年12月9日  | PlayStation Portable              | ゴッチテクノロジー | ナムコ                          | UMD                                   | ULJS-00012 ULUS-10035 UCES-00116                                                     | 『ニューラリーX』、『ニューラリーXアレンジ』同時収録 |
| 8   | Namco Museum: 50th Anniversary ナムコミュージアム アーケードHITS! | 2005年8月27日 2006年1月26日                | PlayStation 2 Xbox ゲームキューブ | Digital Eclipse    | ナムコ                          | DVD-ROM                               | PS2: SLUS-21164 SLES-53957 SLPS-25590 XB: NMO-2201A-NM GC: DOL-G5NE-USA DOL-G5NP-EUR | 日本国内ではPlayStation 2版のみ発売                  |
| 9   | Namco Museum: 50th Anniversary                                    | 2005年8月27日 2006年3月31日                | ゲームボーイアドバンス            | ナムコ             | ナムコ エレクトロニック・アーツ | ロムカセット                          | AGB-B5NE-USA AGB-B5NP-EUR                                                            |                                                      |
| 10  | ナムコミュージアム バーチャルアーケード                           | 2008年11月4日 2009年5月15日 2009年11月5日  | Xbox 360                          | バンナム           | バンナム                        | DVD-ROM                               | 21022 2RD-00001                                                                      | 『ニューラリーX』同時収録                            |
| 11  | Namco Museum Megamix                                              | 2010年11月26日                             | Wii                               | トーセ             | ナムコ                          | Wii用光ディスク                       | -                                                                                    | 『ニューラリーX』同時収録                            |
| 12  | ラリーX                                                           | 2021年10月14日                             | PlayStation 4 Nintendo Switch     | ナムコ             | ハムスター                      | ダウンロード (アーケードアーカイブス) | PS4: CUSA-29526 CUSA-29527 CUSA-29528                                                |                                                      |

PC-8001版
1981年にハル研究所から発売。当時同社で販売していたPC-8001用周辺機器「PCG MODEL 8100」に対応したソフトで、未使用の場合はグラフィックが正しく表示されない。後に同社より発売されたPC-8001の小型復刻ハード『PasocomMini PC-8001』（2019年）では、2020年9月の無償アップデートにて、本作ほか2本が内蔵ソフトに追加された。

## スタッフ
アーケード版
- 企画：澤野和則、伊藤博仁
- ハードウェア：田城幸一
- プログラム：黒須一雄
- 音楽：甲斐敏夫[注釈 18]、大野木宜幸（ハイスコアミュージックのみ）[26]
- グラフィック：山下正

VIC-1001版
- プログラム：菅浩秋

## 評価
アーケード版
- 情報データベースサイト『オールゲーム』では2.5点（満5点）となっている[27][28]。

- 『ナムコミュージアムVOL.1超研究』（1996年/メディアワークス）では、本作のゲーム性を、『パックマン』のようなドットイートを原型としてコースを複雑化、さらにイートする対象物を減らし、その分チェイス性を高めたものであると分析。次いで、レーダー表示の技術や画面分割の発想、チャレンジングステージの挿入など、システムの斬新さを列挙し、「少々意地悪なゲームであるが、それまでのドットイートゲームとは完成度のレベルがまったく違う」と評した。同時に本作の難易度の高さにも言及し、名作としての評価は「『ニューラリーX』があってこそ」のものであるとして論を結んでいる[29]。

## ニューラリーX
『ニューラリーX 』（ニューラリーエックス、NEW RALLY-X）は、ナムコが開発し1981年2月に稼働開始したアーケード用ドットイート型アクションゲーム。発売時のキャッチコピーは「newでなければnowでない！」。北米ではミッドウェイからリリースされている。
前作『ラリーX』は4方向スクロールやレーダーの導入など、当時としては斬新な内容で前評判も高かったが、難易度の高さが災いし、発売後にインカム（コイン投入数≒ゲームセンターでの売上）が急落した。これを受けてナムコは急遽バージョンアップ版となる本作を開発・発売することとなった。
その変更内容は、レッドカーの台数および岩の数の削減、コースの改修など、主に難易度を下げるための調整が施されている。その他、新要素となる「ラッキーフラッグ」の追加や、新作アピールを目的としたマップの配色変更、BGM・SEの刷新など、多面的な改良・改変が加えられた。
これらの改善策が功を奏し、本作は高い人気を獲得。同社を代表するロングセラーゲームとなった。後に同社他作品への客演、キャラクター・BGMの引用なども繰り返し行われている（#関連項目）。また前作同様、複数のパソコン・家庭用ゲーム機等に移植されている（#移植版_2）。

### 前作からの変更点
- レッドカーの台数・岩の数の削減

前作ではゲーム開始時点で3台、最大8台のレッドカーが登場していたが、今作では開始時1台、最大7台となり、ラウンド進行による台数の増加も緩やかになっている。同様に岩の数も減少し、ラウンド1には岩が設置されないなど、特にゲーム序盤の簡易化が徹底された。
また、チャレンジングステージにおいてもレッドカーと岩の数は調整され、さらにステージ開始前にそれぞれの出現数と、ガス欠になるまでレッドカーが動かない旨を伝えるメッセージ（英文）が表示されるようになった。
- 燃費の向上

マイカーの燃料消費が抑えられ、各ラウンドにおける走行可能時間（または煙幕の使用可能回数）が増加した。その他、ガス欠に関する変更点として、ガス欠時に走行音が変化しなくなった。
- コースの改修

袋小路などの難所に抜け道や近道を設けたり、通路を拡幅するなどの修正が加えられ、各コースとも比較的走り易く、追い詰められにくくなっている。
- ダブルエクステンドの採用

エクステンド（いわゆる1UP）が20,000点と100,000点の2回になった（前作では20,000点1回のみ）。雑誌『GAME SIDE』2010年5月号Vol.23（マイクロマガジン社）では、本作におけるダブルエクステンド制の採用を「おそらくアーケードゲーム初」としている。
- レーダー表示方法の変更

レーダー上のスペシャルフラッグ（黄色い点）が点滅するようになり、通常のフラッグと区別できるようになった。プレイヤーが回収のタイミングを計れるようになったことで、戦略性が増している。
- ラッキーフラッグの追加

黄旗の左に付いている赤色の “L” が目印。回収するとゲームの進行が止まり、その時点の燃料がボーナスとして得点に加算される。加算後、燃料が回収時の残量に戻りゲーム再開となる。ただしラウンドの最後にラッキーフラッグを回収した場合、効果は発動せず、ラウンドクリアボーナスのみが加算される。
スペシャルフラッグとは異なり、レーダー上で点滅しないため、メイン画面に映るまでは通常のフラッグと区別できない。
- マップの配色変更

前作のコース・外周は、緑や茶色系を中心とした比較的落ち着いた色遣いであったが、今作は序盤のコースにマゼンタやシアンといった派手目な色を配し、画面全体を華やかな印象に変えている。
- キャラクターグラフィックの変更

前作の車両は60年代の葉巻型フォーミュラカーを思わせるスリムな車体であったが、今作ではサイドポンツーンが張り出した近代的なフォルムに変更された（チラシでは「最新型レーシングマシン」を謳っている）。その他、岩にコケの描写が加えられている。
- BGM・SEの刷新

BGMは軽快で陽気な曲調の新曲に差し替えられ、チャレンジングステージ専用曲も追加された。また「ラウンドクリアミュージック」では、ディレイ（エコー）効果も取り入れている。当時のチラシでは「ゲーム音ではなくゲームミュージックと呼んで下さい。」とアピールしている。
本作の楽曲（プレイ音声）は、後に日本初のゲームサウンドトラックである『ビデオ・ゲーム・ミュージック』（1984年/アルファレコード）に収録された。

### 大会
1981年4月26日、ナムコ主催によるゲーム大会「ニューラリーXグランプリ」が開催された。本大会は『ニューラリーX』の発売にちなんだキャンペーンの一環として企画されたもので、参加費は無料。各種雑誌やラジオスポットを通じて広く参加を呼び掛けたことで、参加総人員約1,700名という大規模な催しとなった。
一次予選は同月18日・19日に、ナムコ直営のゲームセンター10店舗にて行われ、各店舗から5名ずつ、計50名の代表が選出された。決勝当日となる26日。新宿アルタ7階多目的ホール スタジオアルタにて二次予選が行われ、得点上位5名が決勝に進出。その後会場をアルタ2階のバルコニーステージに移し、決勝戦が行われた。決勝戦では落語家の三遊亭笑遊が司会を務め、ナムコ推薦の女性クルー5名が各選手とペアを組み声援を送った。これらの模様は、アルタ外壁に設置された超大型映像モニター アルタビジョンでも同時放映され、歩行者天国の人出も手伝い、6,000人以上の観衆を集めた。
大会の結果は、二次予選を4位で通過した中学生が優勝を収め、トロフィーやスクーター（ホンダ・タクト）などを手にした。二位以下の選手にもそれぞれテニスバッグなどの賞品が贈られた。

### 海賊版
ビデオゲーム黎明期であり、法制度が未整備状態だった当時のアーケードゲーム業界では、コピー商品（海賊版）の氾濫が大きな問題となっており、本作のコピー基板も流通した。また当時の傾向として、アーケード筐体の多くが縦画面仕様であったことから、本作を縦画面に対応させた改造基板も出回った。
確認されているものでは、本来の横画面を時計回りに90度回転させた画面構成となっており、画面上部にメイン画面、下部にはスコアやレーダーが表示され、コースやレーダーは横倒しになっている。また一部のキャラクター（フラッグ）や英数字の向きは修正されているものの、表示位置の調整はされておらず、文字列は縦書きになっている。この海賊版は後にアーケードゲームエミュレーター基板『ICade 60-in-1』などにも収録され、ゲームセンターでの稼働も確認されている。

### 移植版
| No. | タイトル                                          | 発売日                                                 | 対応機種                      | 開発元             | 発売元                   | メディア                                                                    | 型式 | 備考                                                          |
| --- | ------------------------------------------------- | ------------------------------------------------------ | ----------------------------- | ------------------ | ------------------------ | --------------------------------------------------------------------------- | --- | ------------------------------------------------------------- |
| 1   | ラリーX                                           | 1984年3月30日 1988年                                   | MSX                           | ナムコ             | ナムコ Bug-Byte Software | ロムカセット カセットテープ                                                 | DP-3912008 | 『ニューラリーX』の移植                                       |
| 2   | ラリーX                                           | 1984年8月頃 (FM7) 1984年10月頃 (MZ15) 1985年7月頃 (X1) | FM-7 MZ-1500 X1               | マイコンソフト     | 電波新聞社               | カセットテープ (FM7,X1) フロッピーディスク (FM7,X1) クイックディスク (MZ15) | DP-3301162 (FM7 CT版) DP-3301201 (FM7 3.5"FD版) DP-3201203 (MZ15) DP-3203148 (X1 CT版) DP-3203214 (X1 5"FD版) | 『ニューラリーX』の移植                                       |
| 3   | ディスクNG .2                                     | 1990年4月27日                                          | MSX2                          | ナムコ             | ナムコ                   | フロッピーディスク                                                          | NMX-900310 | MSX用ロムカセット版の再録                                     |
| 4   | ナムコミュージアム VOL.1                          | 1995年11月22日 1996年7月31日 1996年8月17日             | PlayStation                   | ナムコ             | ナムコ SCE               | CD-ROM                                                                      | SLPS-00107 SLUS-00215 SCES-00243                                                                              | 『ラリーX』同時収録                                           |
| 5   | ナムコヒストリー Vol.2                            | 1997年11月28日                                         | Windows                       | ナムコ             | ナムコ                   | CD-ROM                                                                      | NMC-2010 | 『ラリーX』同時収録                                           |
| 6   | ナムコミュージアム VOL.1 PlayStation the Best     | 1999年10月28日                                         | PlayStation                   | ナムコ             | ナムコ                   | CD-ROM                                                                      | SLPS-91158 | 『ナムコミュージアム VOL.1』の廉価版                          |
| 7   | ニューラリーX                                     | 2001年6月11日                                          | iアプリ                       | ナムコ             | ナムコ                   | ダウンロード （アプリキャロット）                                           | - |                                                               |
| 8   | Ultra Series ニューラリー X                       | 2003年9月19日                                          | Windows                       | ナムコ             | メディアカイト           | CD-ROM                                                                      | MKW-291 |                                                               |
| 9   | 遊遊 ニューラリー X                               | 2004年4月9日                                           | Windows                       | ナムコ             | メディアカイト           | CD-ROM                                                                      | MKY-003 | 『Ultra Series ニューラリー X』の廉価版                       |
| 10  | ニューラリーX                                     | 2004年9月30日 2006年6月22日 （再販版）                 | BREW対応機種 （EZアプリ）     | ナムコ             | ナムコ                   | ダウンロード （ナムコステーション）                                         | - |                                                               |
| 11  | リッジレーサーズ                                  | 2004年12月12日 2005年3月22日 2005年9月1日              | PlayStation Portable          | ナムコ             | ナムコ                   | UMD                                                                         | ULJS-00001 ULUS-10001 UCES-00002                                                                              | 起動時のミニゲームとして収録                                  |
| 12  | ナムコミュージアム Namco Museum Battle Collection | 2005年2月24日 2005年8月23日 2005年12月9日              | PlayStation Portable          | ゴッチテクノロジー | ナムコ                   | UMD                                                                         | ULJS-00012 ULUS-10035 UCES-00116                                                                              | 『ラリーX』及び『ニューラリーXアレンジ』を同時収録            |
| 13  | リッジレーサーズ2                                 | 2006年9月14日 2006年10月13日                           | PlayStation Portable          | ナムコ             | ナムコ SCEE              | UMD                                                                         | ULJS-00080 ULUS-00422                                                                                         | 起動時のミニゲームとして収録                                  |
| 14  | ニューラリーX                                     | INT 2006年12月27日                                     | Xbox 360                      | ゴッチテクノロジー | ナムコ                   | ダウンロード (Xbox Live Arcade)                                             | - |                                                               |
| 15  | ナムコミュージアム バーチャルアーケード           | 2008年11月4日 2009年5月15日 2009年11月5日              | Xbox 360                      | バンナム           | バンナム                 | DVD-ROM                                                                     | 21022 2RD-00001                                                                                               | 『ラリーX』同時収録                                           |
| 16  | ニューラリーX                                     | 2009年10月6日                                          | Wii                           | ナムコ             | ナムコ                   | ダウンロード （バーチャルコンソールアーケード）                             | - | 2019年1月31日 配信・販売終了                                  |
| 17  | RALLY-X RUMBLE                                    | 2011年8月18日                                          | iPhone/iPod touch、iPad (iOS) | バンナム           | バンナム                 | ダウンロード                                                                | - | 「NEW RALLY-X Classic」モードとして収録 2015年3月30日配信終了 |
| 18  | ニューラリーX                                     | 2022年2月3日                                           | PlayStation 4 Nintendo Switch | ナムコ             | ハムスター               | ダウンロード (アーケードアーカイブス)                                       | PS4: CUSA-31393 CUSA-31394 CUSA-31395                                                                         |                                                               |

MSX版
MSX用ゲームソフト、ナムコットゲームセンターシリーズ第6弾として1984年に発売。名前は「ラリーX」だがゲーム内容は『ニューラリーX』の移植である。1990年発売のMSX2用ソフト『ディスクNG .2』にも再録されている。
PlayStation『ナムコミュージアム Vol.1』版
1995年発売。復刻オムニバスソフトの草分け的存在であり、後の移植作品と比べると再現度には劣る。特に2周目以降のチャレンジングステージ（ラウンド19、23、27…）では、ラウンド開始直後からレッドカーが動き始めるため、岩が多い分、通常ラウンドよりも難易度が高くなっている。
PlayStation Portable『リッジレーサーズ』版
2004年発売。リッジレーサーシリーズ恒例の起動時ミニゲームとして本作を収録している。ゲーム起動後も、メニュー画面のオプションからプレイ可能。ゲーム本編（ワールドツアーズ）クリア後の隠しコマンドで高難易度モード「デビルカーバージョン」が解禁される。
2006年発売の『リッジレーサーズ2』では、初期状態が「デビルカーバージョン」になっており、コマンドで通常版に切り替えることができる（詳細は#関連作品）。
PlayStation Portable『ナムコミュージアム』版
2005年発売。前作『ラリーX』と、新作『ニューラリーXアレンジ』を同時収録している。
アレンジ版の追加要素としては、燃料を消費して一定時間加速する「ニトロ」機能、ダート・ジャンプ台などの地形ギミック、プレイが有利になる各種アイテムなどが挙げられる。基本ルールは原作と同じだが、フラッグを敵から奪ったり、フラッグ回収後にゴールを目指すラウンドも存在する。「WIRELESS MODE」で無線通信による2人対戦プレイも可能。2006年12月27日からXbox 360用（Xbox Live Arcade）に配信されたほか、『ナムコミュージアム バーチャルアーケード』（2009年）にも収録された。
PlayStation 4/Nintendo Switch『アーケードアーカイブス』版
2022年にハムスターより発売。「こだわり設定」で起動画面の表示の設定とゲームスピードの調整が可能。

### スタッフ
アーケード版
- 企画：伊藤博仁、横山茂
- ハードウェア：田城幸一
- プログラム：黒須一雄
- 音楽：大野木宜幸
- グラフィック：山下正

MSX版
- プログラム：黒須一雄[66]

FM-7版
- プログラム：紅林俊彦

MZ-1500版
- プロブラム：中村雅実（迎霧狼慢）

### 評価
アーケード版
- 情報データベースサイト『オールゲーム』では3.5点（満5点）となっている[69]。

- ゲーメストムック『ザ・ベストゲーム2』（1998年/新声社）では、ゲーメスト編集部がゲーム史的観点から選出した「名作・秀作・天才的タイトルを解説」する「ザ・ベストゲーム」のコーナーにて、ドットイート型から派生した回収型アクションゲームの一本として本作を取り上げている[70]。

同コーナーにおいてライターのC・LANは、「任意スクロールのアクションゲーム」として本作を紹介しつつ、メイン画面を全体マップの一部として見た場合、「特殊な固定画面アクションと捉えることもできる」と持論を展開している。またジャンル的潮流においては、『ヘッドオン』（1979年/セガ）を源流とするドットイートゲームの派生進化形と本作を位置付け、『ロードランナー』（1983年/ブローダーバンド）などの固定画面アクションパズルゲームへの発展に繋がった重要な作品であると評した。

## 関連作品

### ラリーX・アレンジメント
1996年にナムコより発売されたアーケードゲーム『ナムコクラシックコレクションVol.2』内に収録。『ニューラリーX』をベースにグラフィックの向上など、さまざまな要素が追加された。本作は縦画面仕様であるため、レーダーや燃料等の表示は画面下部にまとめられている。同時収録の『ラリーX』、『ニューラリーX』は2人交互プレイが可能なのに対し、本作は1人プレイ専用となっている。

### リッジレーサーズ / リッジレーサーズ2
『リッジレーサーズ』（以下、RRs）、『リッジレーサーズ2』（以下、RRs2）両作とも、起動時ミニゲームとして『ニューラリーX』を収録している。ゲーム起動後はメニュー画面のオプションからプレイ可能。ルールなどの基本は原作と変わらないが、以下のような仕様の違いや追加要素がある。
- 原作との相違点

・BGM、SEの音質（音色）が異なる。
・レーダー上でのマイカーが黄/黒の点滅表示になり（原作では白/黒）、点滅速度も遅くなった。スペシャルフラッグと同色かつ点滅も同期しているので、やや誤認しやすくなっている（消灯時の黒い点の有無で区別できる）。
・フラッグや岩の配置パターンがいつも同じ（ゲーム起動時のみ）。
・煙幕が足止め効果を発揮した後も消滅せず、メイン画面の外に出ない限り残留し続ける。
・残機マークがミスをした瞬間に消える（原作では、次のマイカーが走り出すタイミングで消える）。
・チャレンジングステージでの燃料消費速度が通常ラウンドと同じ。
- 追加要素

ニューラリーX デビルカーバージョン
RRsはゲーム本編クリア後の隠しコマンドで、RRs2では初期状態で、高難易度モードである「デビルカーバージョン」をプレイできる。同バージョンでは、敵が黒い車「デビルカー」になり、レッドカーよりも高速で追いかけてくる。またコースの配色がグレートーンに統一され、ラウンド進行によるコース変更のタイミングなども独自のものとなっている。
ラウンド10-13には本バージョン独自の新コースが2種類用意されている。特にラウンド10,11は人体骨格をモチーフとしたユニークなデザインとなっており、コース上方にあるドクロの“目”に相当する進入不可能な2つのエリアに、デビルカーが1台ずつ閉じ込められている。
ラウンドセレクト機能
両作とも隠しコマンドによって開始ラウンドを選択できるようになる。通常バージョンはラウンド1-31（既存の4コース2周分）、デビルカーバージョンはラウンド1-13を選択可能。
上記の追加要素は『ニューラリーX』のタイトル（キャラクター紹介）画面でコマンド入力する必要があるため、タイトル画面を経由しない起動時のプレイでは使用できない。

### ラリーX REMIX
2007年12月6日発売のWii用ソフト『みんなで遊ぼう!ナムコカーニバル』に収録されたアレンジバージョン。マップやキャラクターはポリゴンで構成され、ハーフトップビューで立体的に表現される。画面右下には透過式のレーダー、左下には燃料やスコアなどの情報が表示される。ゲームは全4ワールドで、1ワールドは5ステージ構成。合計20ステージが用意されている（全てクリアすると、レッドカーとしてパックマンを追いかける「レッドモード」が各ワールドに追加される）。最大4人のマルチプレイも可能。
- 一定時間燃料が減らなくなる「FUELバースト」、一定時間レッドカーから見えなくなる「カメレオンペイント」といったアイテムが追加。
- シングルプレイのマイカーにはパックマンが乗車。
- マルチプレイでは画面が分割され（レーダーは非表示）、Miiが乗車する。

### RALLY-X RUMBLE
2011年8月18日配信開始のiOS用ソフト。通信対戦により最大4人までの対戦プレイが可能。収録されているモードは「NEW RALLY-X Classic」、「NEW RALLY-X S」、「POINT BATTLE」、「PAINT THE TOWN」の4種類となっている。マルチプレイ対応のモードは「CPU対戦」、「ローカル対戦」、「ネットワーク対戦」の3種類となっている。
2015年3月30日配信終了。